# 仙波氏
仙波氏（せんばし）は平安時代末期に武蔵国入間郡仙波（現在の埼玉県川越市仙波町）を拠点とし、地頭としてその南部一帯（現在のふじみ野市・富士見市・三芳町周辺まで）を所領した一族。村山党の一支族。

## 概説

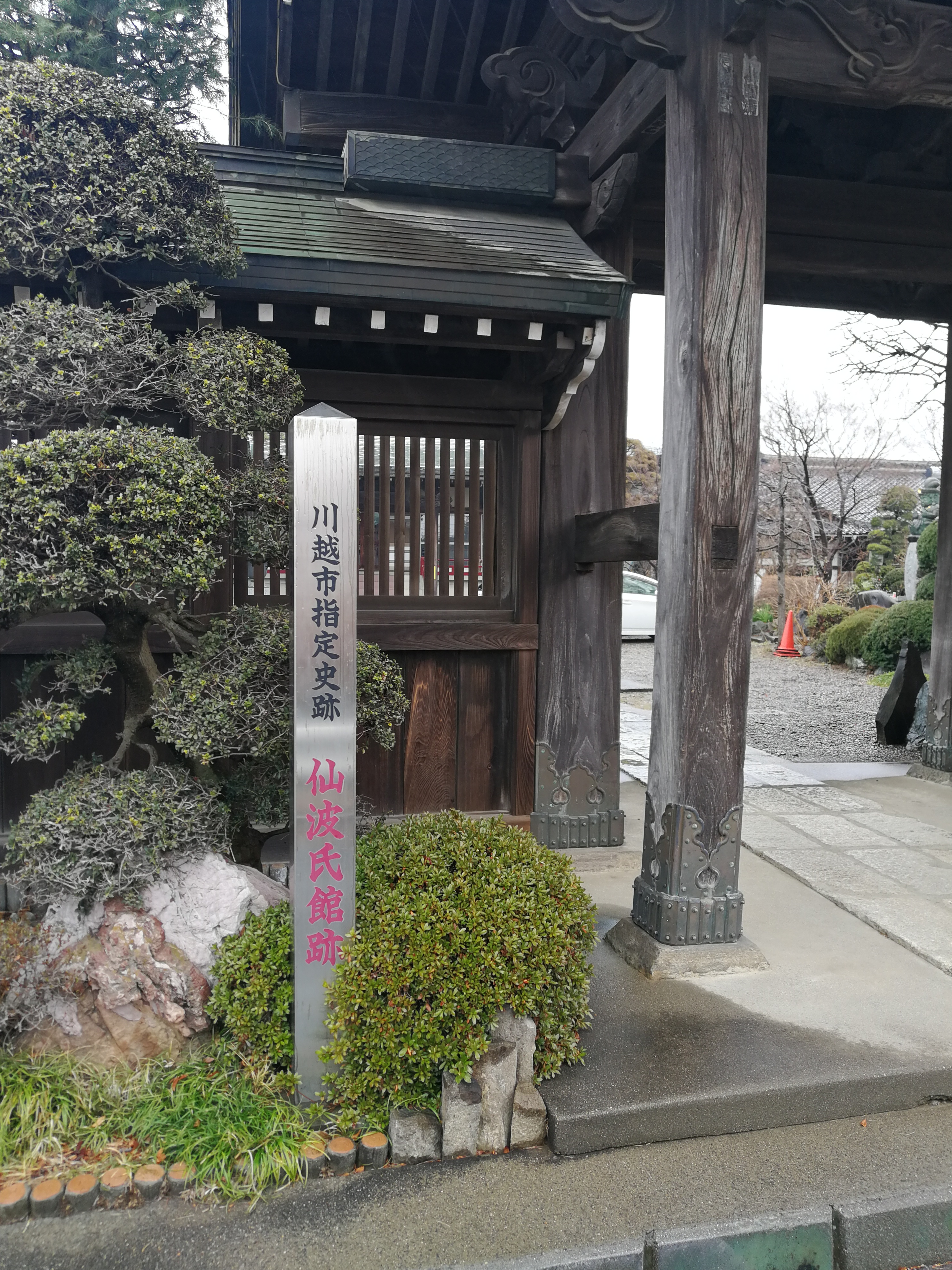
川越市指定史跡 仙波氏館跡（現・長徳寺）

平高望を祖とする桓武平氏の流れを汲んだ武蔵七党の1つ・村山党は、平頼任が多摩郡に興した一族であり、その孫は多摩郡北部から入間郡一帯で勢力を伸ばした。そのうちの一人である村山家継の子・仙波家信を祖とするのが仙波氏である。
家信は武蔵野台地の東北端となる仙波台地に12世紀半ばに仙波氏館を構え、その南部一帯に広域な荘園を構えた。家信は仙波七郎と称し、源義朝に従い保元の乱では家信や金子家忠ら村山党の武将は武勲を示した。
その後、仙波氏は源頼朝に従い、家信の次男・仙波安家は文治元年（1185年）に頼朝の勝長寿院参拝や、兄の仙波信平と共に建久元年（1190年）の頼朝上洛の随兵となるなど、弟の仙波家行も含め仙波氏の名は吾妻鏡や保元物語に多く出てくる。信平の嫡男・仙波信恒は建久6年（1195年）の頼朝の東大寺の供養に随行している。承久の乱では川越北西部の上戸を地盤とする河越氏に従い、宇治川の合戦では京方を破るも、仙波氏は家行、信恒など多くの戦死者を出した。
その後、安家の直系では仙波盛直が北条時輔の「二月騒動」に連座して誅殺される。仙波氏の中には西国に渡り伊予国の地頭になった支族も出、仙波実隆は淡路国に所領を構えた。
応安元年（1368年）の武蔵平一揆では他の村山党諸氏と同じく河越氏に従って挙兵するも敗北、仙波氏も衰退する。その後は仙波二郎のように室町幕府に仕え、享徳の乱以降は扇谷上杉氏に従うが河越夜戦で上杉氏が衰退すると後北条氏の家臣となる。仙波久種は鶴岡八幡宮造営奉行に任命され、その子・仙波次種は北条氏政に仕えた。以降、相模国や伊豆国に知行を得、江戸時代の旗本の仙波氏の家系が生まれた。高輪車町の豪商であった仙波太郎兵衛もこの一族である。

## 仙波氏館
仙波氏館は平山城で、現在の新河岸川西側の高台にある。館の東の一角に長徳寺があり、碑文がある。長徳寺は仙波氏の持仏堂から派生した寺院で冷水山清浄土院と号する。喜多院の末寺である。館跡は川越市指定史跡で、土塁や堀の一部が遺構としてある。明治時代に館跡の下方に仙波河岸が作られた。
- 埼玉県川越市仙波町3丁目1番地